# Ministério Público do Estado do Rio de Janeiro
O Ministério Público do Estado do Rio de Janeiro (MPRJ) é a instância no Estado de Rio de Janeiro do Ministério Público. Sua principal função é a defesa da ordem jurídica, do regime democrático e dos interesses sociais e individuais indisponíveis, atuando de forma independente dos Poderes Executivo, Legislativo e Judiciário para garantir o cumprimento da lei e proteger a cidadania e a dignidade humana. Atualmente é chefiado pelo Procurador-Geral de Justiça Antonio José Campos Moreira, escolhido pelo governador Cláudio Castro para o biênio 2025–2026.

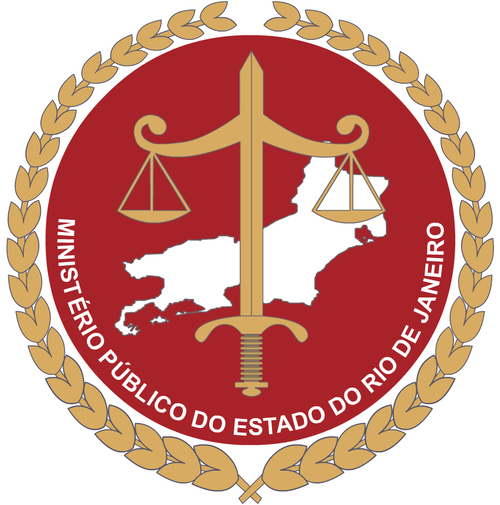
Logo do Ministério Público do Estado do Rio de Janeiro.

## Atuação
O Ministério Público tem como função principal a defesa da ordem jurídica, do regime democrático e dos interesses sociais e individuais indisponíveis. Para garantir o cumprimento dessas funções, a instituição opera sob os princípios da unidade, indivisibilidade e independência, além de possuir garantias como autonomia funcional, administrativa, financeira e legislativa.
Sua atuação abrange tanto os Ministérios Públicos Estaduais quanto o Ministério Público da União, que se subdivide em ramos como o Ministério Público Federal, do Trabalho, Militar e do Distrito Federal e Territórios. Os Procuradores de Justiça representam o MP na Segunda Instância, enquanto os Promotores de Justiça atuam na Primeira Instância.

O Ministério Público também fiscaliza o cumprimento dos direitos constitucionais, protegendo interesses coletivos, como o meio ambiente, o consumidor e o patrimônio público, além de atuar na defesa de idosos, crianças, adolescentes e pessoas com necessidades especiais. Ele também exerce controle externo da atividade policial.